# Marcel Maeyer
Marcel De Maeyer (Sint-Niklaas, 23 juli 1920 – Gent, 6 oktober 2018) was een Belgisch conservator, professor kunstgeschiedenis en kunstschilder. Hij was een belangrijke vertegenwoordiger van de hedendaagse Vlaamse schilderkunst. Onder de naam Marcel Maeyer is hij voornamelijk bekend voor zijn hyperrealistisch werk. Op 19 september 1950 trad hij in het huwelijk met Gabriella (Bieke) De Beul; samen kregen ze een zoon en een dochter. Marcel Maeyer woonde en schilderde in Sint-Martens-Latem.

## Academische carrière
Als jonge knaap leerde Marcel De Maeyer de fijne kneepjes van het schildersvak van zijn oom, de laatimpressionistische kunstschilder Alfons Proost (Sint-Niklaas, 1880 - Antwerpen - Berchem, 1957). Niettemin kwam de kunstenaar Maeyer pas relatief laat voor het voetlicht.
Van 1932 tot 1938 liep hij college in het Klein Seminarie te Sint-Niklaas. Aan de toenmalige Rijksuniversiteit Gent behaalde hij in 1943 het diploma van licentiaat geschiedenis en in 1946 het diploma van licentiaat kunstgeschiedenis en oudheidkunde. In 1952 promoveerde hij aan de Universiteit Gent tot doctor in de kunstgeschiedenis en oudheidkunde met een verhandeling over de aartshertogen Albrecht en Isabella en de schilderkunst in de 17de-eeuwse Zuidelijke Nederlanden. Hij werkte inmiddels als aspirant-navorser bij het Nationaal Fonds voor Wetenschappelijk Onderzoek (NFWO) (1947-1948) en daarna als adjunct-conservator in de Koninklijke Musea voor Schone Kunsten van België in Brussel (1948-1949). In 1949 maakte hij de overstap naar het Koninklijk Museum voor Schone Kunsten Antwerpen (KMSKA), waar hij tot 1960 conservator zou blijven. Tijdens zijn jaren aan het KMSKA ontpopte hij zich als Ensorspecialist. Samen met hoofdconservator Walther Vanbeselaere breidde hij er de collectie hedendaagse kunst uit, met focus op het werk van James Ensor. Het is ook tijdens deze conservatorjaren dat de eerste schilderijen van Maeyer tot stand kwamen.
In juni 1957 werd hij docent aan de Universiteit Gent en in juli 1964 werd hij bevorderd tot gewoon hoogleraar. Tot aan zijn pensioen in oktober 1985 zou hij er kunstgeschiedenis doceren.
Marcel De Maeyer overleed begin oktober 2018 op 98-jarige leeftijd, nog geen drie maanden na het overlijden van zijn echtgenote.

## Artistieke carrière
Het was pas vanaf de jaren '60 dat Marcel Maeyer zich naast academicus, ook als kunstenaar profileerde. In die periode ontplooide hij een intensieve artistieke creativiteit. In 1964 kreeg hij zijn eerste tentoonstelling, in de Galleria Ciranna in Milaan. Kort daarna stelde hij ook tentoon in Parijs. Zijn grote internationale doorbraak en erkenning vond echter plaats in de jaren '70, tijdens zijn hyperrealistische periode. Geïnspireerd op het kermisverleden van zijn moeder en zijn oom Alfons Proost, en op zijn eigen jeugd in het kapperssalon van zijn vader, maakte hij realistische, sfeervolle schilderijen van afgedekte kermisattracties of kapperszaken. Daarnaast schilderde hij ook alledaagse straatbeelden van zebrapaden of stoepstenen.

## Tentoonstellingen
Met zijn hyperrealistisch werk werd hij geselecteerd voor een solotentoonstelling in het Belgisch paviljoen op de Biënnale van Venetië in 1976. In loop der jaren zou hij ook deelnemen aan internationale tentoonstellingen zoals de Biënnale van São Paulo (1979) en Documenta IX in Kassel (1992). Grote solotentoonstellingen waren ook te zien in het Museum van Hedendaagse Kunst Antwerpen (1997) en het Koninklijk Museum voor Schone Kunsten Antwerpen (2009).
In zijn geboortestad Sint-Niklaas vond in 2000 de grote tentoonstelling 'Marcel Maeyer life' plaats. Het Museum Dhondt-Dhaenens in zijn woonplaats Sint-Martens-Latem bracht in 2007 een expo rond zijn recentere werk. In 2009 organiseerde het Museum van Deinze en de Leiestreek een tentoonstelling met zijn landschappen en stillevens. Tijdens het hedendaags kunstenparcours Coup de Ville in 2010 werd zijn werk opnieuw belicht in de Salons voor Schone Kunsten in Sint-Niklaas. In 2016 was er nogmaals een grote tentoonstelling met recent en ouder werk in de Stedelijke Musea Zwijgershoek, Sint-Niklaas.
Voor het Brusselse metrostation Louiza (metrostation) maakte Maeyer het werk 'Droom van Poelaert'.

## Prijzen en huldigingen
In 1985 werd Marcel Maeyer gehuldigd met de Prijs van de Vlaamse Gemeenschap, ter bekroning van zijn kunstenaarscarrière. In december 2009 werd op de kunstbeurs Lineart een hommagetentoonstelling aan de kunstenaar gebracht. Tegelijkertijd ontving hij de Lifetime achievement award van de Provincie Oost-Vlaanderen.